# Paulette Bethel

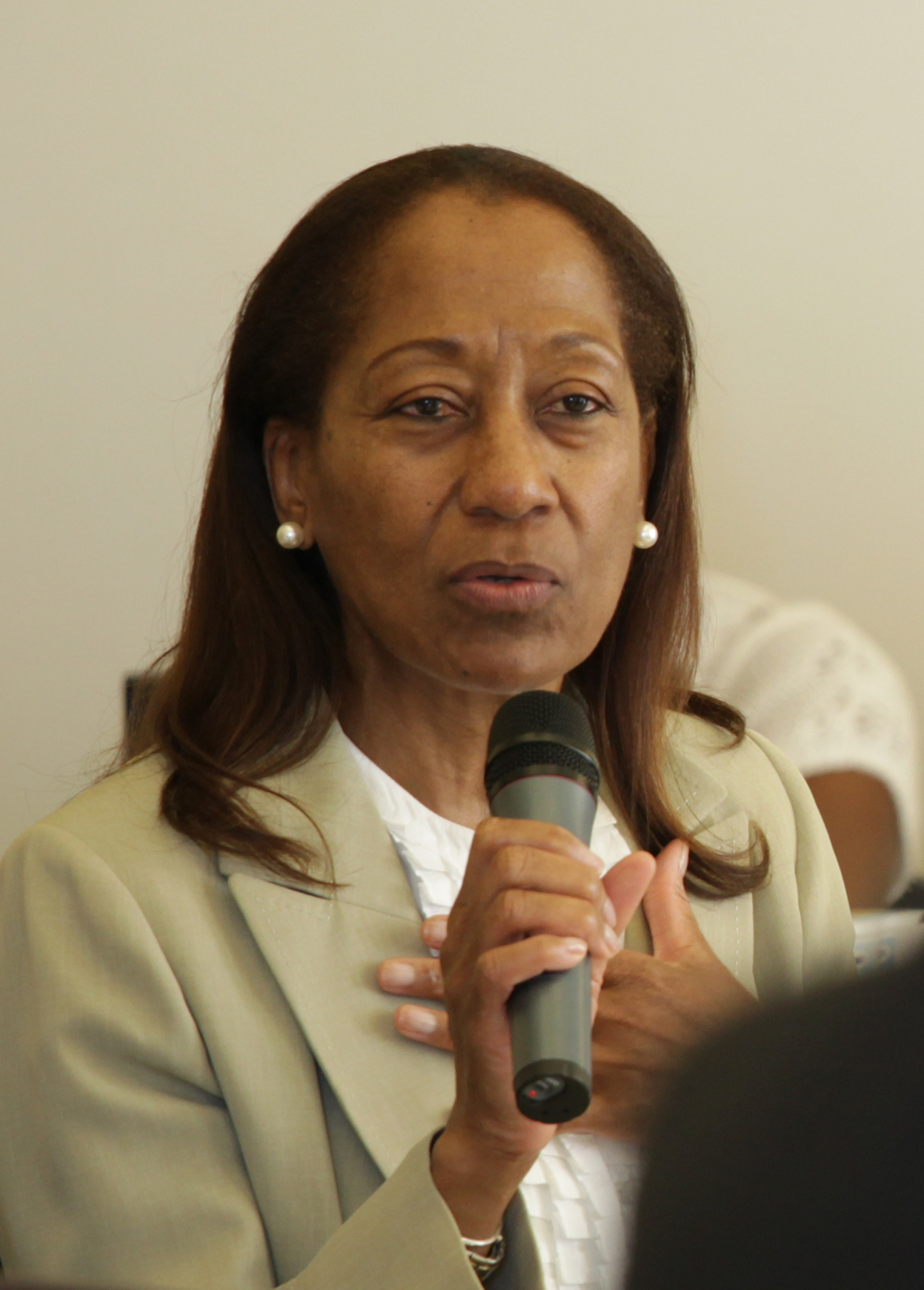
Paulette A. Bethel (2012)

Paulette A. Bethel ist eine bahamaische Diplomatin und Botschafterin. Sie war von 2003 bis 2013 als erste Frau ihres Landes Ständige Vertreterin bei den Vereinten Nationen sowie zwischen 2013 und 2016 für Präsidenten der Generalversammlung der Vereinten Nationen tätig.

## Berufsweg
Paulette A. Bethel studierte an den Universitäten Toronto, Howard und zuletzt in Amherst, wo sie 1980 in Soziologie promoviert wurde. Sie begann ihre Laufbahn als Mitarbeiterin beim Zentrum für soziale Entwicklung und humanitäre Angelegenheiten (CSDHA) der Vereinten Nationen in Wien. Danach trat Bethel in den diplomatischen Dienst ihres Landes ein. Im Laufe der Jahre hatte sie verschiedene diplomatische Ämter inne und war auch Direktorin bei der Organisation Amerikanischer Staaten (OAS) in Washington. Auf den Bahamas wechselte sie für einige Zeit in die Privatwirtschaft.
Paulette A. Bethel wurde 2003 zur außerordentlichen und bevollmächtigten Botschafterin der Bahamas bei den Vereinten Nationen akkreditiert. Sie übte dieses Amt bis März 2013 aus.
Bethel wechselte in den Dienst der Vereinten Nationen und diente während deren 68. Sitzungsperiode (2013–2014) dem Präsidenten der Generalversammlung John William Ashe als Kabinettchefin. Für Mogens Lykketoft, den Präsidenten der 70. Sitzungsperiode (2015–2016), war sie als Sonderberaterin verantwortlich für das Engagement seines Kabinetts für Ziele für nachhaltige Entwicklung im Bereich des Klimawandels sowie für Haushalts- und Managementfragen.
Von September 2019 bis Juni 2020 war Bethel im Beirat der Al-Khalifa Business School.